# Narcué
Narcué (en euskera Narkue) es un concejo del municipio de Lana en la Comunidad Foral de Navarra (España). Tenía 19 habitantes en 2017.

## Topónimo
El nombre es de origen desconocido.

## Población
| 2009 | 2010 | 2011 | 2012 | 2013 | 2014 | 2015 | 2016 | 2017 |
| ---- | ---- | ---- | ---- | ---- | ---- | ---- | ---- | ---- |
| 23   | 21   | 20   | 20   | 19   | 19   | 18   | 19   | 19   |

Fuente: Gobierno de Navarra.

## Arte
Parroquia de san Millán. De la primitiva iglesia románica perviven el ábside con canecillos sin decoración y el crismón, que aparece empotrado sobre la puerta de entrada. 
Al igual que buena parte de las iglesias del entorno, en el siglo XVI se construyó el nuevo templo de una sola nave de estilo tardogótico; y en el XVIII se cubrió con bóveda barroca.
El retablo es romanista, obra de Bartolomé Calvo, de principios del siglo XVII.
Ermita de san Saturnino, una advocación arraigada en el valle. La parroquia de Gastiáin también le está dedicada.

## Economía
Tiene adjudicado 1/4 de la facería 36, y 1/3 de la 37.